# Elmar Schutte
Elmar Schutte (* 17. Juni 1999 in Pretoria) ist ein südafrikanischer Leichtathlet, der sich auf den Stabhochsprung spezialisiert hat.

## Sportliche Laufbahn
Elmar Schutte studiert seit 2021 an der Texas A&M University–Commerce in den Vereinigten Staaten und sammelte 2022 erste Erfahrungen bei internationalen Meisterschaften, als er bei den Afrikameisterschaften in Port Louis mit übersprungenen 4,80 m die Bronzemedaille hinter dem Algerier Hichem Khalil Cherabi und seinem Landsmann Valco van Wyk gewann.

## Persönliche Bestleistungen
- Stabhochsprung: 5,35 m, 25. März 2022 in San Marcos
- Stabhochsprung (Halle): 5,06 m, 12. Februar 2022 in Lubbock